# Al-Kamil wa al-Wafi
Al-Kamil wa al-Wafi (auch nur Al-Kamil oder Al-Kamil und Al-Wafi) ist eine Kleinstadt mit ca. 18.000 Einwohnern im Sultanat Oman. Al-Kamil wa al-Wafi liegt an den Ausläufern der Wüste Rimal Al Wahiba und an der Fernstraße Route 23 zwischen Bidiyya und Sur sowie an der Route 35 nach Al Ashkharah. Seit Januar 2020 bildet die Stadt das Ende des neu errichteten al-Sharqiyah-Expressways. Al-Kamil wa al-Wafi ist administrativ auch ein Wilaya des Gouvernements Dschanub asch-Scharqiyya. Der Verwaltungsbezirk hat eine Größe von 1055 km² und eine Einwohnerzahl von 22.816 Personen. Der Al Kamil & Al Wafi Club spielt in der Oman First Division League, der zweithöchsten Spielklasse des Landes.